# Liste der Biografien/Jef
Liste der Biografien |
Portal Biografien |
Personensuche
# |
A |
B |
C |
D |
E |
F |
G |
H |
I |
J |
K |
L |
M |
N |
O |
P |
Q |
R |
S |
T |
U |
V |
W |
X |
Y |
Z |
?
 
Ja |
Jb |
Jd |
Je |
Jh |
Ji |
Jj |
Jl |
Jn |
Jm |
Jo |
Jp |
Jr |
Js |
Jt |
Ju |
Jv |
Jw |
Jy
 
Jea |
Jeb |
Jec |
Jed |
Jee |
Jef |
Jeg |
Jeh |
Jei |
Jej |
Jek |
Jel |
Jem |
Jen |
Jeo |
Jep |
Jeq |
Jer |
Jes |
Jet |
Jeu |
Jev |
Jew |
Jex |
Jey |
Jez
Die Liste der Biografien führt alle Personen auf, die in der deutschsprachigen Wikipedia einen Artikel haben. Dieses ist eine Teilliste mit 194 Einträgen von Personen, deren Namen mit den Buchstaben „Jef“ beginnt.

## Jef

### Jefa
- Jefajewa, Jelena Sergejewna (* 1989), russische Eiskunstläuferin

### Jefc
- Jefcoate, Graham (* 1951), britischer Bibliothekar

### Jeff
- Jeff, Satur (* 1995), thailändischer Sänger, Schauspieler und Model
- Jeffcoat, Emma (* 1994), australische Triathletin
- Jeffcoat, Jim (* 1961), US-amerikanischer American-Football-Spieler und -Trainer
- Jeffcoat, John, US-amerikanischer Regisseur
- Jefferies, Axcil (* 1994), simbabwischer Automobilrennfahrer
- Jefferies, Daniel (* 1999), walisischer Fußballspieler
- Jefferies, David (1972–2003), britischer Motorradrennfahrer
- Jefferies, Jim (* 1977), australischer KomikerJim Jefferies (* 1977)

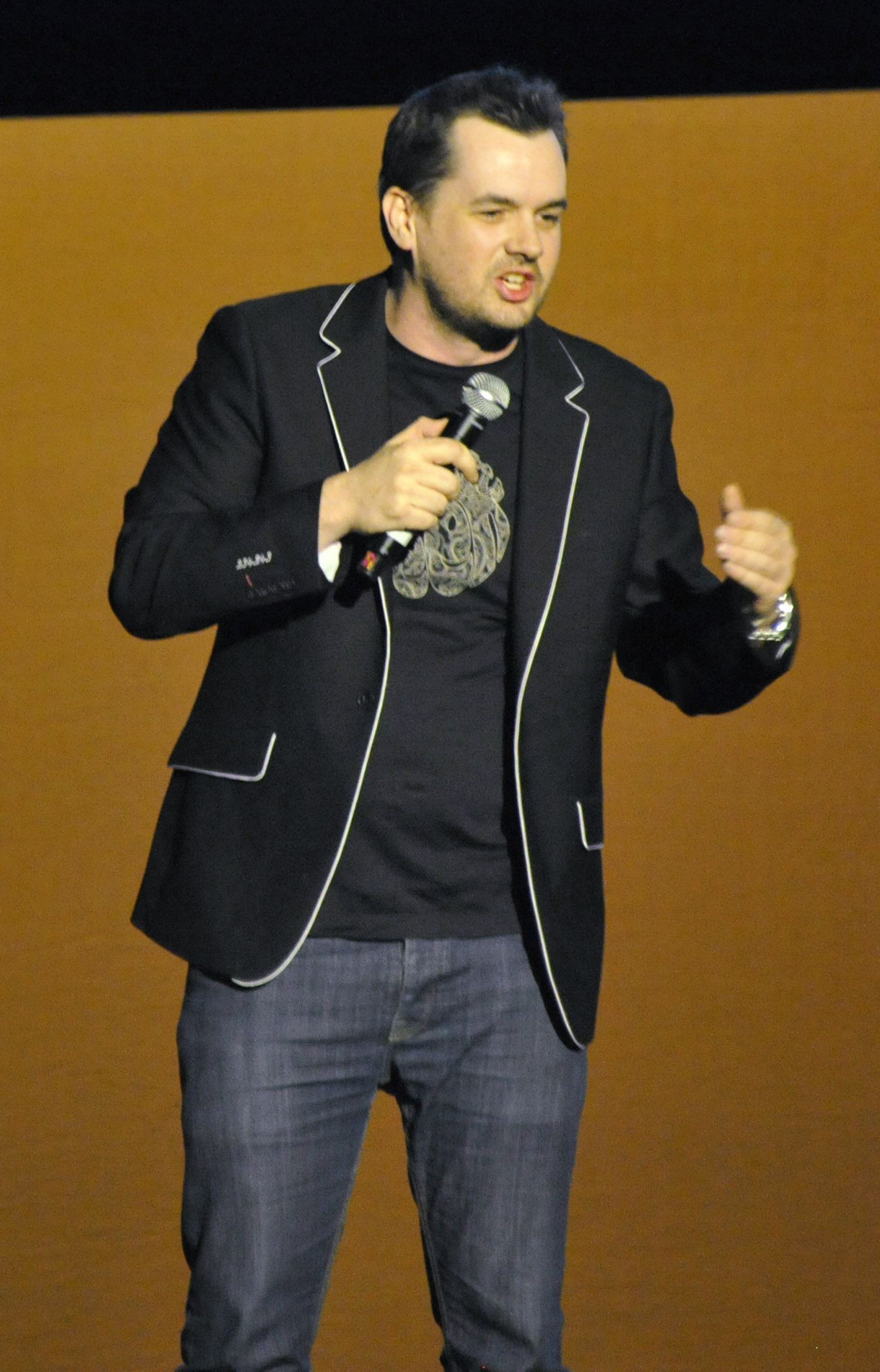
Jim Jefferies (* 1977)

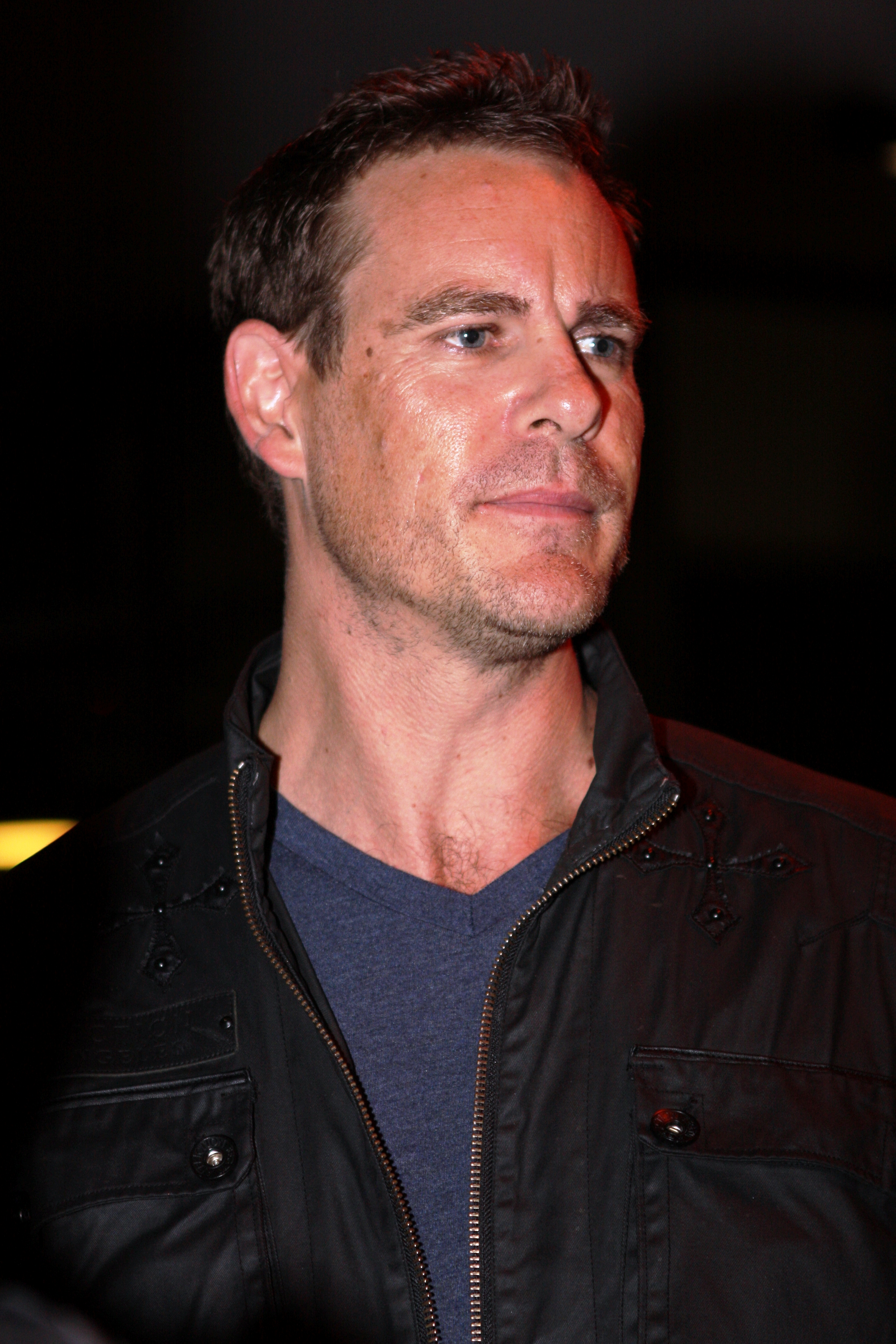
Aaron Jeffery (* 1970)

- Jefferies, Marc John (* 1990), US-amerikanischer Schauspieler
- Jefferies, Philip M. (1925–1987), US-amerikanischer Artdirector und Produktionsdesigner
- Jefferies, Richard (1848–1887), englischer Naturschriftsteller
- Jefferies, Richard (* 1956), US-amerikanischer Drehbuchautor
- Jefferies, Richard Manning (1889–1964), US-amerikanischer Politiker; Gouverneur von South Carolina (1942–1943)
- Jefferies, Simon (* 1955), britischer Ruderer
- Jefferies, Walter M. (1921–2003), US-amerikanischer Szenenbildner
- Jefferis, Albert W. (1868–1942), US-amerikanischer Politiker
- Jefferis, Vaughn (* 1961), neuseeländischer Reiter
- Jeffers, Alexis (* 1968), Politiker in St. Kitts und Nevis
- Jeffers, Dwight Smithson (1883–1980), US-amerikanischer Forstwissenschaftler
- Jeffers, Francis (* 1981), englischer Fußballspieler
- Jeffers, Jack (* 1928), US-amerikanischer Jazz-Musiker (Bassposaune, Tuba, Arrangement)
- Jeffers, Lamar (1888–1983), US-amerikanischer Offizier und Politiker
- Jeffers, Maurice (* 1979), US-amerikanischer Basketballspieler

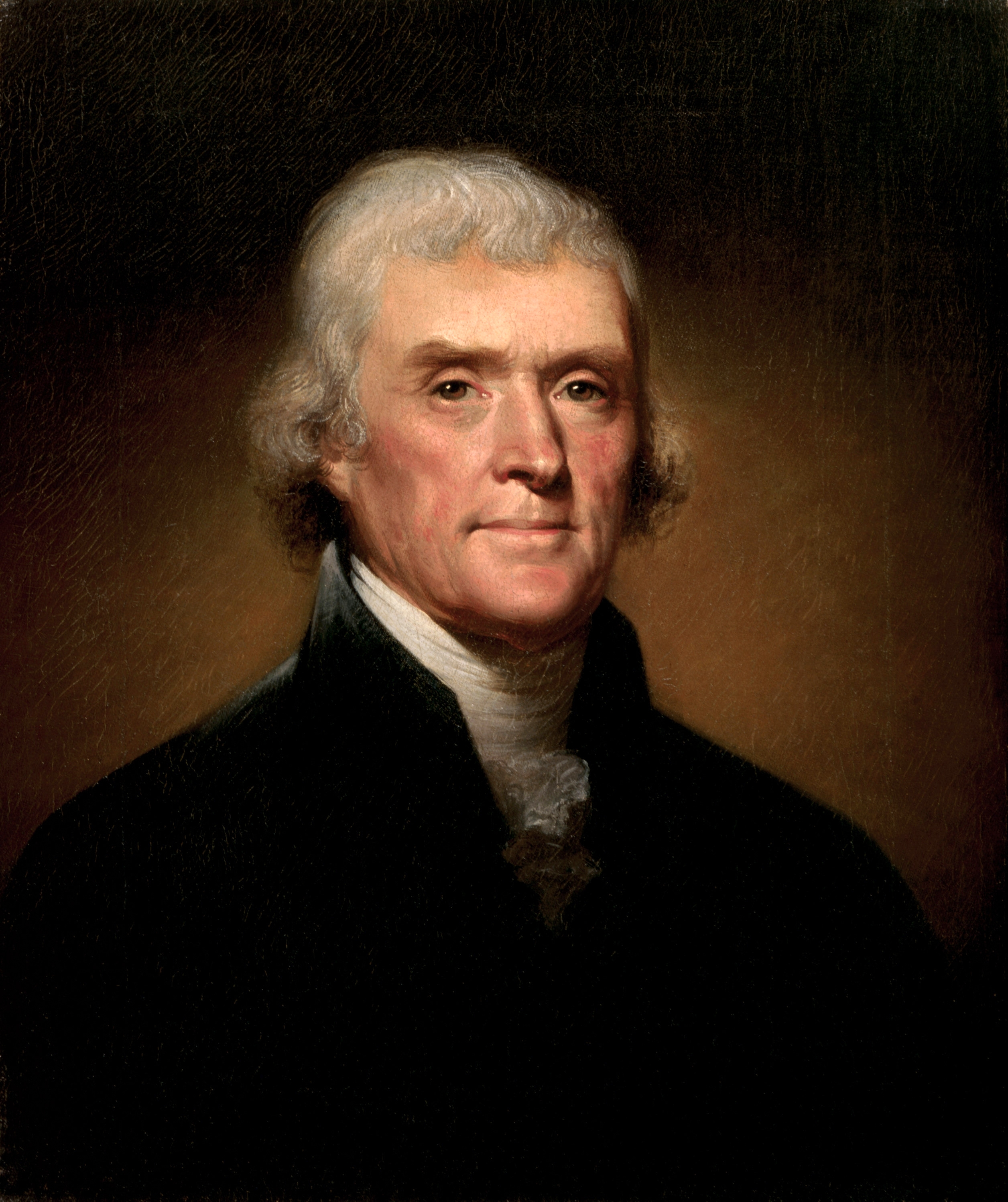
Thomas Jefferson (1743–1826)

- Jeffers, Robinson (1887–1962), US-amerikanischer Lyriker, Dramatiker und Naturphilosoph
- Jeffers, Sleepy (1922–1992), US-amerikanischer Country-Musiker
- Jeffers, Susan (1938–2012), US-amerikanische Psychologin und Autorin
- Jefferson Randolph, Martha (1772–1836), US-amerikanische First Lady (1801–1809)
- Jefferson, Al (* 1985), US-amerikanischer Basketballspieler
- Jefferson, Alan (1921–2010), englischer Schriftsteller, Regisseur
- Jefferson, Blind Lemon (1893–1929), US-amerikanischer Bluessänger und -gitarristBlind Lemon Jefferson (1893–1929)

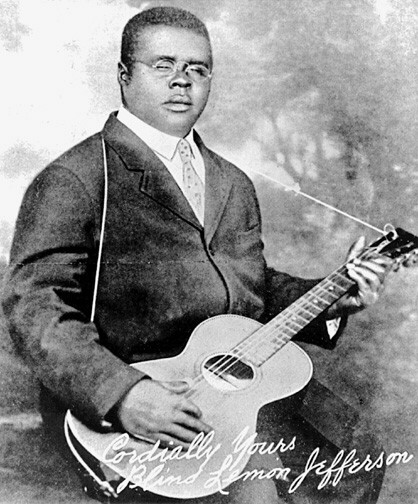
Blind Lemon Jefferson (1893–1929)

- Jefferson, Brandon (* 1991), US-amerikanischer Basketballspieler
- Jefferson, Brenden (* 1986), US-amerikanischer Film- und Fernsehschauspieler
- Jefferson, Carl (1919–1995), US-amerikanischer Jazzproduzent
- Jefferson, Carter (1945–1993), US-amerikanischer Jazz-Saxophonist
- Jefferson, Cord (* 1982), US-amerikanischer Journalist, Drehbuchautor und Regisseur
- Jefferson, Davon (* 1986), amerikanischer Basketballspieler
- Jefferson, Derrick (* 1968), US-amerikanischer Schwergewichtsboxer
- Jefferson, Eddie (1918–1979), US-amerikanischer Jazz-Sänger und Liedtexter
- Jefferson, Gail (1938–2008), US-amerikanische Linguistin
- Jefferson, Gene († 2019), US-amerikanischer Jazzmusiker (Saxophon, Klarinette, Flöte)
- Jefferson, Geoffrey (1886–1961), britischer Chirurg
- Jefferson, George (1910–1996), US-amerikanischer Stabhochspringer
- Jefferson, Harry (1849–1918), britischer Segler
- Jefferson, Herbert, Jr. (* 1946), US-amerikanischer SchauspielerHerbert Jefferson, Jr. (* 1946)

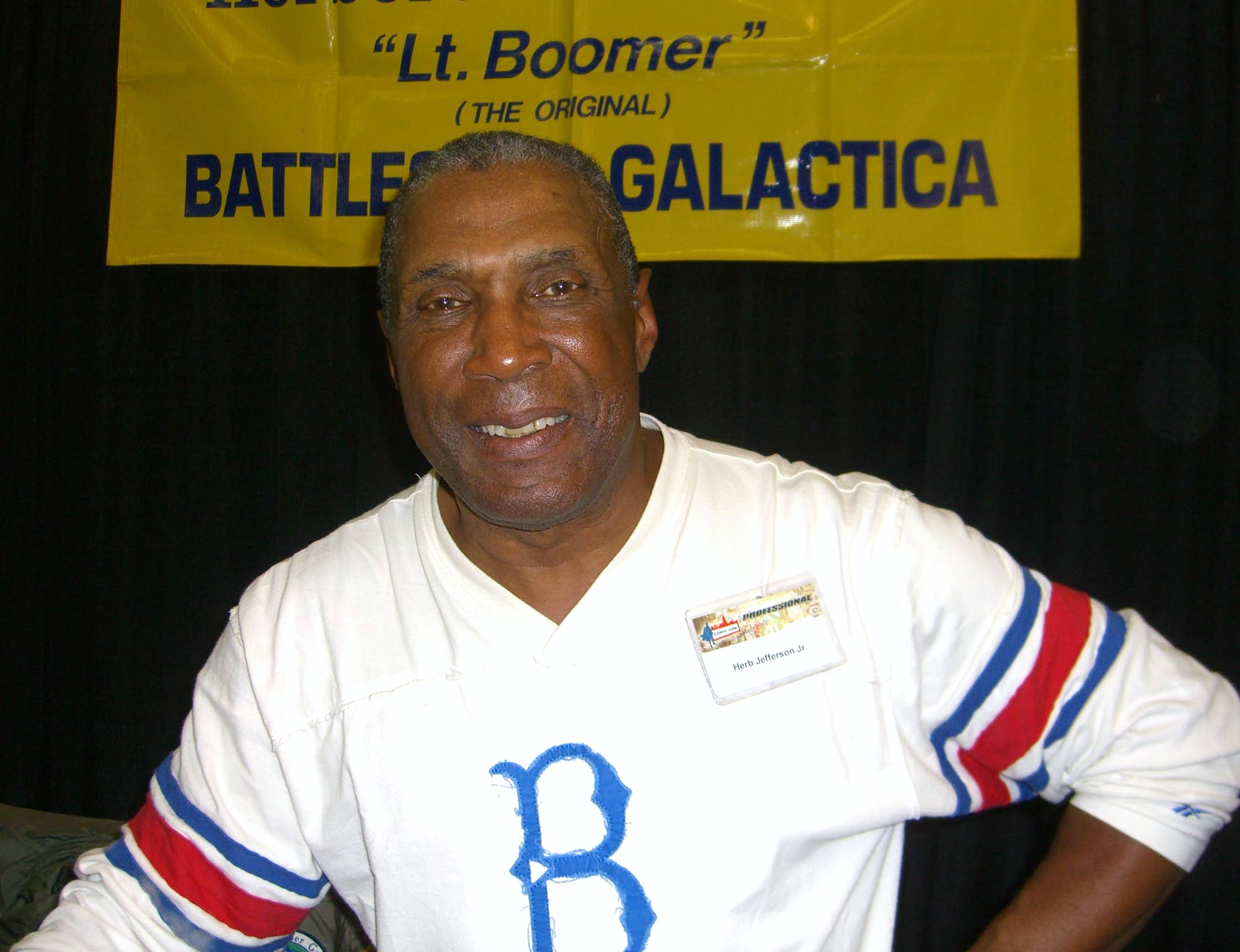
Herbert Jefferson, Jr. (* 1946)

- Jefferson, Hilton (1903–1968), US-amerikanischer Jazz-Saxophonist
- Jefferson, Jaime (* 1962), kubanischer Weitspringer
- Jefferson, Joseph (1829–1905), US-amerikanischer Schauspieler
- Jefferson, Justin (* 1999), US-amerikanischer Footballspieler
- Jefferson, Keith (1970–2023), US-amerikanischer Schauspieler und Filmproduzent
- Jefferson, Kyra (* 1994), US-amerikanische Sprinterin
- Jefferson, Marshall (* 1959), US-amerikanischer DJ und Musiker der House-Szene
- Jefferson, Martha (1748–1782), US-amerikanische Ehefrau von Jefferson
- Jefferson, Moriah (* 1994), US-amerikanische Basketballspielerin
- Jefferson, Richard (* 1980), US-amerikanischer Basketballspieler
- Jefferson, Ron (1926–2007), US-amerikanischer Jazz-Schlagzeuger
- Jefferson, Sheree (* 1972), neuseeländische Badmintonspielerin
- Jefferson, Thomas (1743–1826), amerikanischer Politiker, 3. Präsident der USA (1801–1809)Thomas Jefferson (1743–1826)
- Jefferson, Thomas (* 1962), US-amerikanischer Leichtathlet und Olympiateilnehmer
- Jefferson, Van (* 1996), US-amerikanischer Footballspieler
- Jefferson, William J. (* 1947), US-amerikanischer Politiker
- Jefferson-Wooden, Melissa (* 2001), US-amerikanische Sprinterin
- Jefferts Schori, Katharine (* 1954), US-amerikanische Geistliche
- Jeffery, Aaron (* 1970), neuseeländischer SchauspielerAaron Jeffery (* 1970)
- Jeffery, Alshon (* 1990), US-amerikanischer American-Football-Spieler
- Jeffery, Arthur (1892–1959), Semitist
- Jeffery, Charles (1876–1935), US-amerikanischer Automobilfabrikant und Präsident der Thomas B. Jeffery Company
- Jeffery, Charlie (* 1964), britischer Politologe und Hochschullehrer
- Jeffery, Doug, US-amerikanischer Schauspieler und Filmproduzent
- Jeffery, George (1855–1935), britischer Architekt und Historiker
- Jeffery, George Barker (1891–1957), britischer Physiker
- Jeffery, Hilary (* 1971), britischer Improvisationsmusiker
- Jeffery, Keith (1952–2016), britischer Militärhistoriker
- Jeffery, Michael (1933–1973), englischer Manager im Musikbusiness
- Jeffery, Michael (1937–2020), australischer Politiker; 24. Generalgouverneur des Landes (2003–2008)
- Jeffery, Reuben (* 1953), US-amerikanischer Rechtsanwalt, Bankmanager und Diplomat
- Jeffery, Sarah (* 1996), kanadische Schauspielerin
- Jeffery, Thomas B. (1845–1910), britischer Erfinder und Unternehmer
- Jefferys, Charles William (1869–1951), kanadischer Maler, Illustrator, Schriftsteller und Lehrer
- Jefferys, Edward (1936–1998), südafrikanischer Sprinter
- Jefferys, John (1701–1754), englischer Uhrmacher
- Jefferys, Thomas († 1771), englischer Geograph, Kartograph, Kupferstecher, Verleger, Buchhändler und Drucker, Hoflieferant von König Georg II.
- Jeffes, Simon (1949–1997), britischer Komponist und klassischer Gitarrist
- Jeffett, Nancy (1928–2017), amerikanische Tennisspielerin und Philanthropin
- Jeffinho (* 1999), brasilianischer Fußballspieler
- Jefford, Barbara (1930–2020), britische Schauspielerin
- Jeffords, Elza (1826–1885), US-amerikanischer Politiker
- Jeffords, Jim (1926–2014), US-amerikanischer Autorennfahrer
- Jeffords, Jim (1934–2014), US-amerikanischer Politiker
- Jeffords, Tom (1832–1914), US-amerikanischer Besitzer einer kleinen Relaisstation des Pony ExpressTom Jeffords (1832–1914)

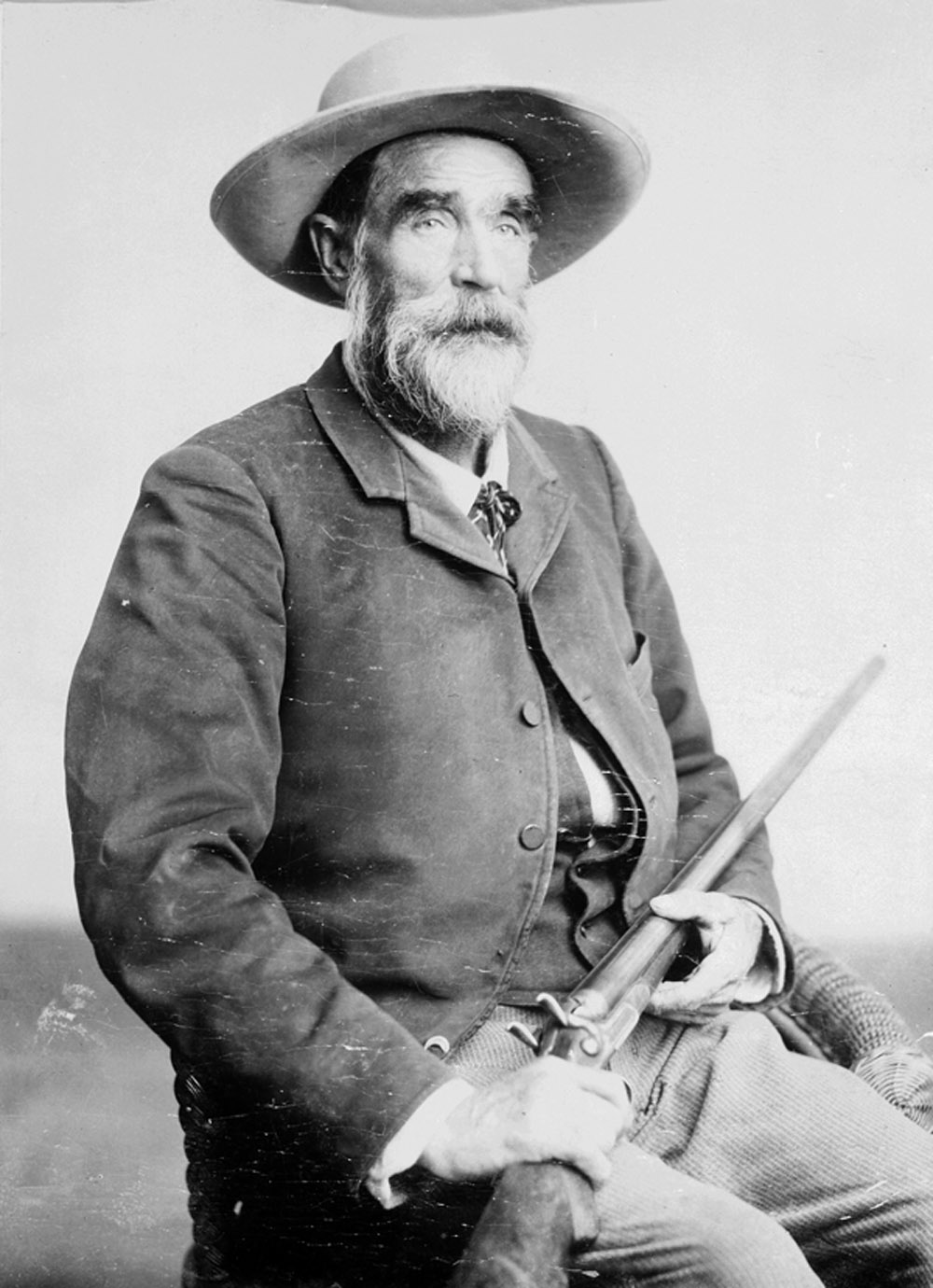
Tom Jeffords (1832–1914)

- Jeffra, Harry (1914–1988), US-amerikanischer Boxer im Federgewicht
- Jeffré, Bernd (* 1964), deutscher Handbiker
- Jeffrén (* 1988), spanisch-venezolanischer Fußballspieler
- Jeffrey, Charles (1934–2022), britischer Botaniker
- Jeffrey, Dustin (* 1988), kanadischer Eishockeyspieler
- Jeffrey, Harry P. (1901–1997), US-amerikanischer Politiker
- Jeffrey, James Franklin (* 1946), US-amerikanischer Diplomat
- Jeffrey, Larry (1940–2022), kanadischer Eishockeyspieler
- Jeffrey, Lauren (* 1960), britische Skilangläuferin
- Jeffrey, Lisa (* 1965), kanadische Mathematikerin
- Jeffrey, Mike (* 1965), kanadischer Eishockeyspieler
- Jeffrey, Paul (1933–2015), US-amerikanischer Jazz-Saxophonist und Arrangeur
- Jeffrey, Peter (1929–1999), britischer TV- und Filmschauspieler
- Jeffrey, Peter (* 1975), englischer Badmintonspieler
- Jeffrey, Rhi (* 1986), US-amerikanische Schwimmerin
- Jeffrey, Russell, australischer Schauspieler und Synchronsprecher
- Jeffrey, William (1892–1966), amerikanischer Fußballtrainer
- Jeffreys, Alec John (* 1950), britischer GenetikerAlec John Jeffreys (* 1950)

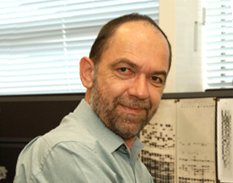
Alec John Jeffreys (* 1950)

- Jeffreys, Anne (1923–2017), US-amerikanische Schauspielerin
- Jeffreys, Christopher, 3. Baron Jeffreys (* 1957), britischer Peer und Politiker
- Jeffreys, Edward (1669–1725), britischer Politiker
- Jeffreys, Elizabeth (1941–2023), britische Byzantinistin und Neogräzistin
- Jeffreys, Garland (* 1943), US-amerikanischer Poprocksänger
- Jeffreys, George (1889–1962), walisischer Evangelist und Kirchengründer der Pfingstbewegung
- Jeffreys, George Darell, 1. Baron Jeffreys (1878–1960), britischer General, Abgeordneter des House of Commons, Mitglied des House of Lords
- Jeffreys, George, 1. Baron Jeffreys (1645–1689), englischer Lordkanzler und Lord Chief Justice
- Jeffreys, Harold (1891–1989), britischer Mathematiker, Statistiker, Geophysiker und Astronom
- Jeffreys, John (1916–1944), britischer Mathematiker Kryptologe
- Jeffreys, John Gwyn (1809–1885), britischer Malakologe
- Jeffreys, Michael (* 1941), britischer Neogräzist und Byzantinist
- Jeffreys, Sheila (* 1948), britische Feministin und Politikwissenschaftlerin
- Jeffri, Nabil (* 1993), malaysischer Automobilrennfahrer
- Jeffrie, George (1964–2020), britischer Drehbuchautor und Schauspieler
- Jeffries, Chad (* 1992), US-amerikanischer American-Football-Spieler
- Jeffries, Chris (* 1978), kanadischer Skilangläufer
- Jeffries, Doug (* 1966), US-amerikanischer Filmregisseur, Drehbuchautor, Pornodarsteller und Filmproduzent
- Jeffries, Hakeem (* 1970), US-amerikanischer PolitikerHakeem Jeffries (* 1970)

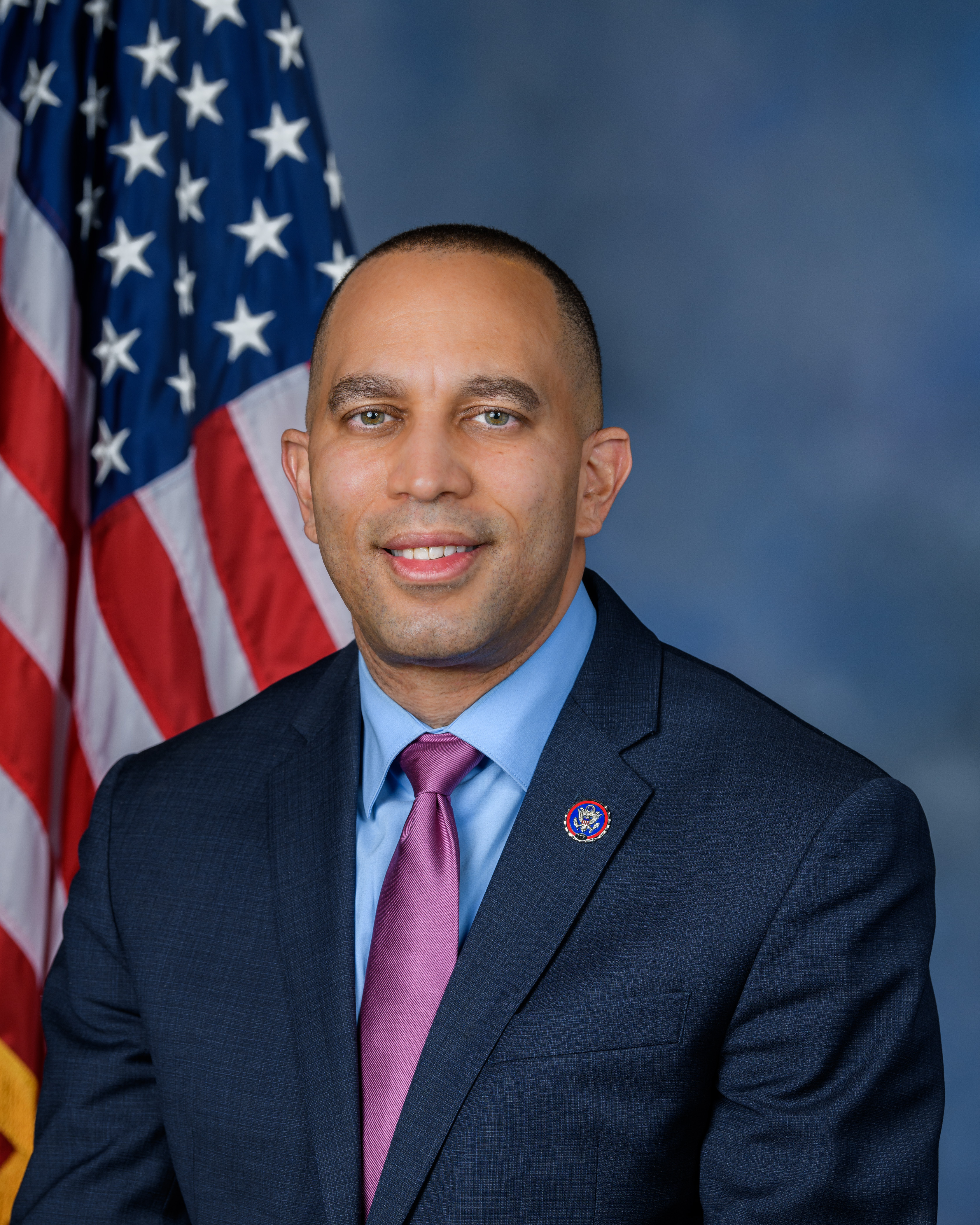
Hakeem Jeffries (* 1970)

- Jeffries, Herb (1913–2014), US-amerikanischer Sänger und Schauspieler
- Jeffries, James (1836–1910), US-amerikanischer Politiker
- Jeffries, James Edmund (1925–1997), US-amerikanischer Politiker
- Jeffries, James J. (1875–1953), US-amerikanischer Boxer und Schwergewichtsweltmeister
- Jeffries, Jared (* 1981), US-amerikanischer Basketballspieler
- Jeffries, John (1744–1819), US-amerikanischer Arzt und Luftfahrtpionier
- Jeffries, Lang (1930–1987), kanadischer Schauspieler
- Jeffries, Leah (* 2009), US-amerikanische SchauspielerinLeah Jeffries (* 2009)

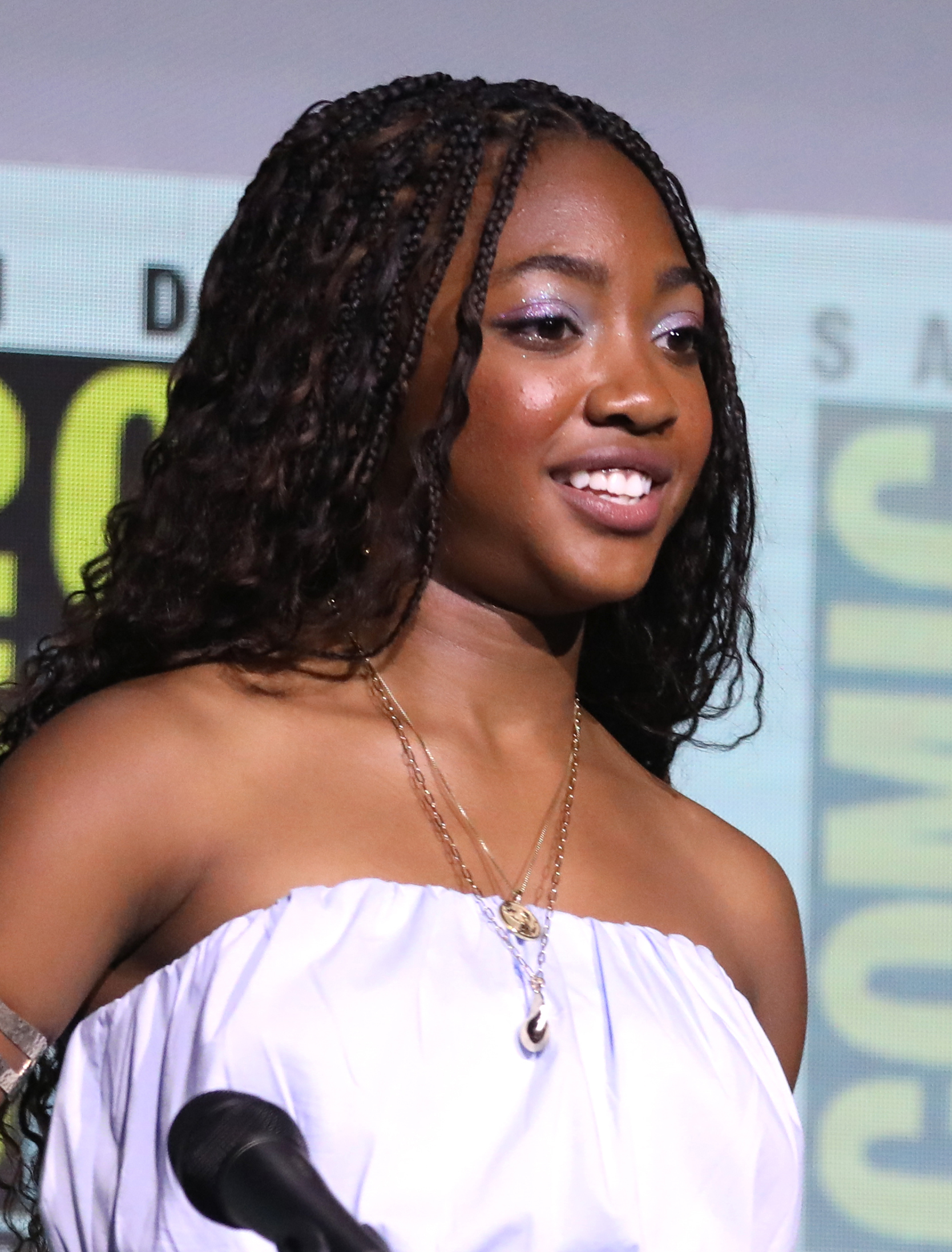
Leah Jeffries (* 2009)

- Jeffries, Lionel (1926–2010), britischer Schauspieler, Filmregisseur und Drehbuchautor
- Jeffries, Michael (* 1944), US-amerikanischer Manager
- Jeffries, Mike (* 1962), US-amerikanischer Fußballspieler und -trainer
- Jeffries, Monica (* 1985), polnische Sängerin, Komponistin, Produzentin
- Jeffries, Ron (* 1939), US-amerikanischer Informatiker, Begründer von Extreme Programming (XP)
- Jeffries, Shirley (1886–1963), australischer Politiker (Liberal and Country League)
- Jeffries, Tony (* 1985), englischer Boxer
- Jeffries, Walter S. (1893–1954), US-amerikanischer Politiker
- Jeffs, Charles Richardson (1893–1959), US-amerikanischer Marineoffizier
- Jeffs, Christine (* 1963), neuseeländische Filmregisseurin und Drehbuchautorin
- Jeffs, Toni (* 1968), neuseeländische Schwimmerin
- Jeffs, Warren (* 1955), US-amerikanischer Geistlicher, Prophet der Fundamentalistischen Kirche Jesu Christi der Heiligen der Letzten Tage

### Jefi
- Jefimenko, Tatjana (* 1981), kirgisische Hochspringerin
- Jefimija (1349–1405), serbische Nonne und Lyrikerin
- Jefimkin, Alexander Alexandrowitsch (* 1981), russischer Radsportler
- Jefimkin, Wladimir Alexandrowitsch (* 1981), russischer Radrennfahrer
- Jefimova, Eneli (* 2006), estnische Schwimmerin
- Jefimow, Alexander Iwanowitsch (* 1988), russischer Mathematiker
- Jefimow, Alexander Nikolajewitsch (1923–2012), sowjetisch-russischer Pilot und Marschall der Luftstreitkräfte
- Jefimow, Boris Jefimowitsch (1900–2008), russischer Karikaturist
- Jefimow, Iwan Jefimowitsch (1795–1841), russischer Architekt
- Jefimow, Iwan Semjonowitsch (1878–1959), russisch-sowjetischer Bildhauer und Hochschullehrer
- Jefimow, Michail Nikiforowitsch (1881–1919), russischer Pilot
- Jefimow, Nikolai Alexejewitsch (1897–1937), Offizier der Roten Armee
- Jefimow, Nikolai Jefimowitsch (1799–1851), russischer Architekt
- Jefimow, Nikolai Wladimirowitsch (1910–1982), russischer Mathematiker
- Jefimow, Witali Nikolajewitsch (* 1938), russischer theoretischer Physiker
- Jefimowa, Emma Kornejewna (1931–2004), sowjetische Florettfechterin
- Jefimowa, Julija Andrejewna (* 1992), russische SchwimmerinJulija Andrejewna Jefimowa (* 1992)

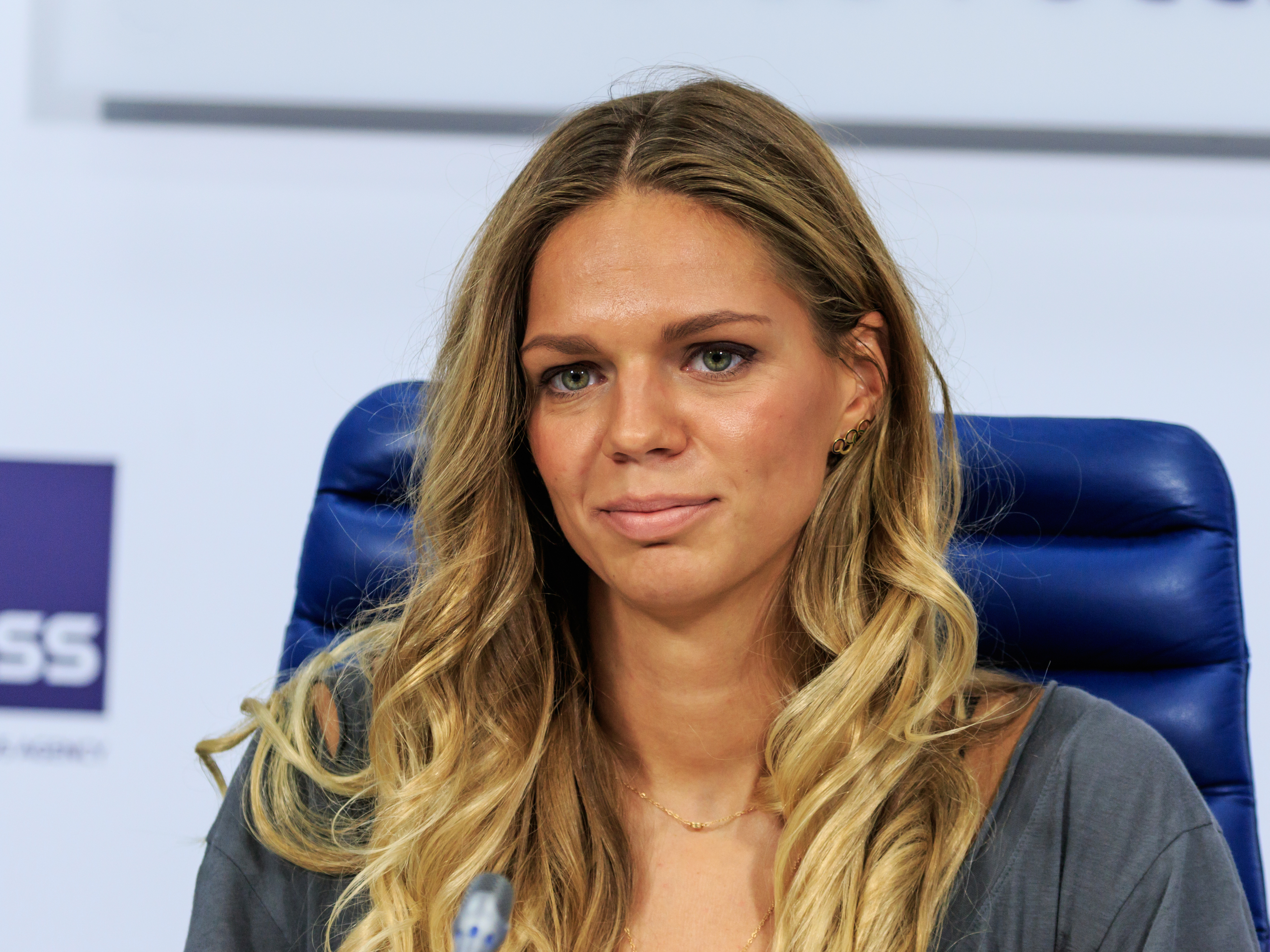
Julija Andrejewna Jefimowa (* 1992)

### Jefl
- Jeflea, Daniella (* 1987), australische Tennisspielerin
- Jeflow, Boris Alexandrowitsch (1926–2013), sowjetischer und russischer Maler und Graphiker

### Jefr
- Jefremenkowa, Jekaterina Olegowna (* 1997), russische Shorttrackerin
- Jefremow, Alexander Grigorjewitsch (* 1946), russischer Politiker
- Jefremow, Dawid (* 1999), kasachischer Hürdenläufer
- Jefremow, Dmitri Wladislawowitsch (* 1995), russischer Fußballspieler
- Jefremow, Iwan Antonowitsch (1908–1972), sowjetischer Paläontologe und Science-Fiction-Autor
- Jefremow, Juri Konstantinowitsch (1913–1999), russischer Schriftsteller und Geograph
- Jefremow, Juri Nikolajewitsch (1937–2019), russischer Astronom
- Jefremow, Konstantin Lukitsch (1910–1943), sowjetischer Hauptmann des Militär-Nachrichtendienstes GRU
- Jefremow, Leonid Nikolajewitsch (1912–2007), sowjetischer Politiker
- Jefremow, Michail Grigorjewitsch (1897–1942), sowjetischer Generalleutnant
- Jefremow, Michail Olegowitsch (* 1963), russischer Schauspieler, Theaterregisseur und TV-Moderator
- Jefremow, Nikita Michailowitsch (* 1988), russischer Film- und Bühnenschauspieler
- Jefremow, Oleg Nikolajewitsch (1927–2000), russischer Schauspieler und Theaterregisseur
- Jefremow, Serhij (1876–1939), ukrainischer Politiker, Literaturkritiker, Literaturhistoriker und Journalist
- Jefremowa, Antonina (* 1981), ukrainische Sprinterin
- Jefremowa, Julija (* 1985), russische Tennisspielerin
- Jefremowa, Marija (* 1998), kasachische Weit- und Dreispringerin
- Jefron, Ilja Abramowitsch (1847–1917), russischer Verleger
- Jefrossinja Jaroslawna, Fürstin der Kiewer Rus
- Jefrossynina, Marija (* 1979), ukrainische Fernsehmoderatorin

### Jeft
- Jefta, Harold (1933–2024), südafrikanischer Jazzmusiker (Altsaxophon)
- Jefté (* 2003), brasilianischer Fußballspieler
- Jeftha, Anton David (* 1986), südafrikanischer Schauspieler und Model
- Jeftić, Igor (* 1971), deutscher Schauspieler
- Jeftić, Zoran (* 1982), kroatischer Handballspieler

### Jefu
- Jefunne, biblische Person, Vater Kalebs

### Jefy
- Jefymenko, Sachar (* 1985), ukrainischer SchachgroßmeisterSachar Jefymenko (* 1985)

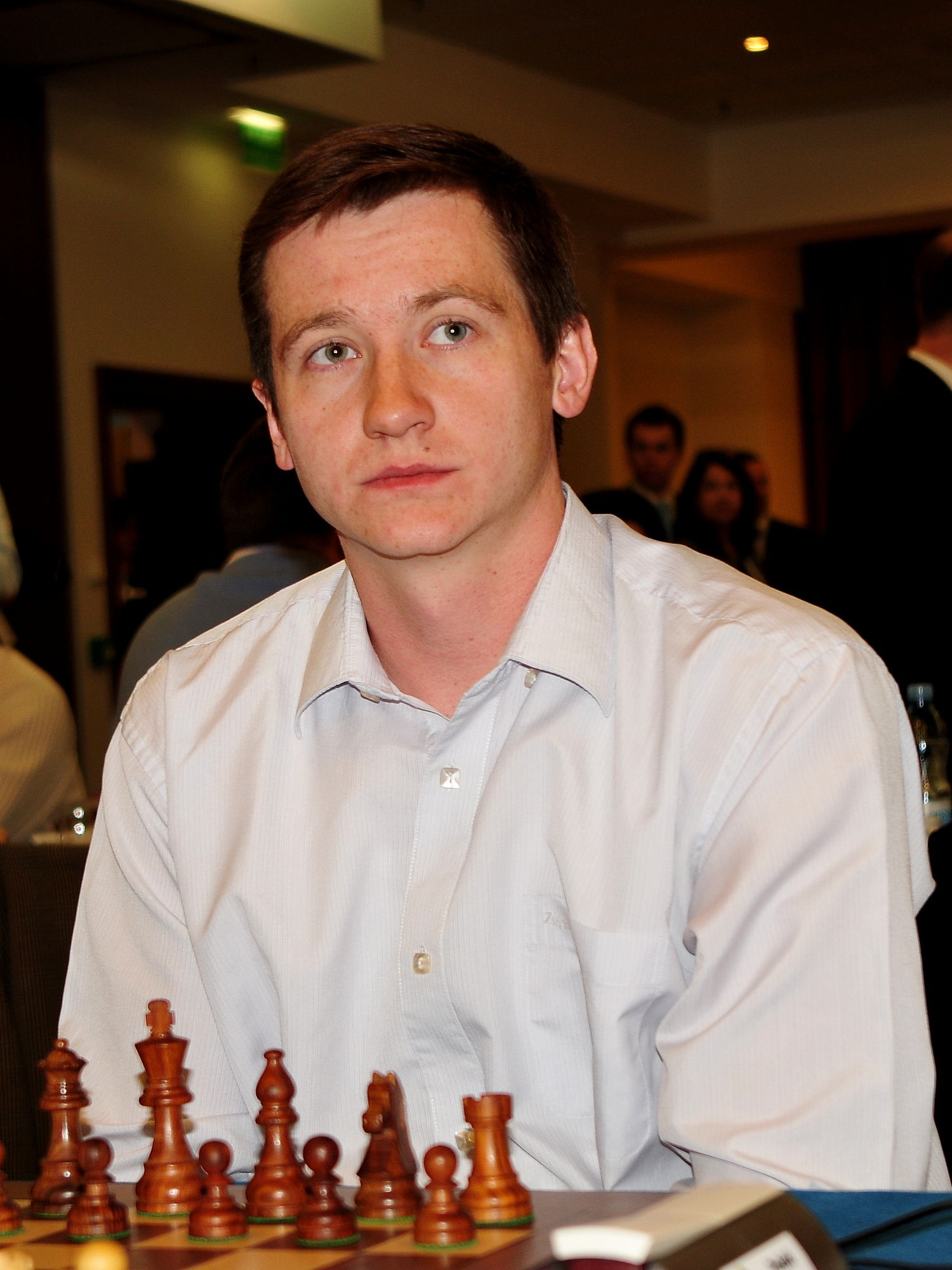
Sachar Jefymenko (* 1985)